# Pattie Boyd
Pattie Boyd, właśc. Patricia Anne Boyd (ur. 17 marca 1944 w Taunton) – brytyjska modelka, fotografka oraz pisarka. Rozpoczęła swoją karierę modelki w 1962 roku, podczas której pracowała w Londynie, Nowym Jorku i Paryżu razem z Mary Quant, Davidem Baileyem oraz Terencem Donovanem. Wystąpiła na okładce magazynu Vogue, a jej artykuły były publikowane w 16 magazine.
Jest byłą żoną George’a Harrisona oraz Erica Claptona, była inspiracją dla utworów – „Something”, „I Need You”, „For You Blue” i „Isn’t It a Pity” Harrisona oraz „Layli”, „Wonderful Tonight” i „Bell Bottom Blues” Claptona. 14 lutego 2005 w San Francisco Art Exchange została otwarta wystawa przedstawiająca jej fotografie pod tytułem Through the Eye of a Muse. Wystawa pokazywana była w wielu miastach świata, m.in. w Dublinie, Sydney, Toronto, Moskwie oraz Londynie. 23 sierpnia 2007 roku wydana została autobiografia Pattie Boyd pod tytułem Wonderful Today: George Harrison, Eric Clapton, and Me (w USA jako Wonderful Tonight).

## Życiorys

### Wczesne życie

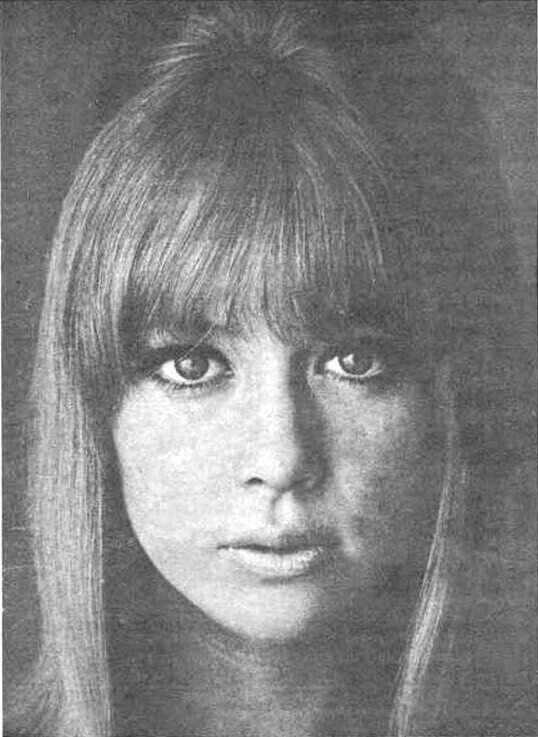
Pattie Boyd (1965)

Patricia Anne Boyd urodziła się 17 marca 1944 w Taunton w Somerset jako pierwsze dziecko Colina Boyda i Diany Boyd (z domu Drysdale). Po przeprowadzce do dziadków Pattie mieszkających w West Lothian w Szkocji, w 1946 roku urodził się jej brat – Colin. W tym samym roku jej dziadkowie wyjechali do Kenii, co spowodowało przeprowadzkę do Guilford w Surrey, gdzie w 1947 roku urodziła się jej siostra – Jenny, która poślubiła później Micka Fleetwooda z Fleetwood Mac. Jej najmłodsza siostra – Paula, urodziła się w Nakuru w 1951 roku. Rodzina Pattie Boyd mieszkała w Nairobi w Kenii od 1948 do 1953 roku, kiedy Colin Boyd został zwolniony z Royal Air Force. Jej rodzice rozwiedli się w 1952 roku, w wyniku czego matka Pattie wróciła do Anglii z nią oraz jej rodzeństwem. Diana Boyd wyszła za mąż ponownie w lutym 1953 roku za Roberta Gaymera-Jonesa w Tanzanii. Mają dwóch synów – Davida J.B. (ur. 1954) oraz Roberta Jr (ur. 1955).
Boyd uczęszczała do Hazeldean School w Putney, szkoły klasztornej z internatem St. Agnes and St. Michael w East Grinstead oraz do szkoły klasztornej w Hadley Wood w Hertfordshire. Boyd przeprowadziła się w 1962 roku do Londynu, gdzie podjęła pracę jako fryzjerka w salonie Elizabeth Arden, do czasu kiedy klient salonu pracujący dla magazynu mody zainspirował ją do rozpoczęcia pracy w karierze modelki.

### Kariera
Pattie Boyd rozpoczęła karierę modelki w 1962 w Londynie, pracując później także w Nowym Jorku oraz Paryżu. W 1969 roku pojawiła się na okładce angielskiego oraz włoskiego wydania magazynu Vogue razem z modelkami takimi jak Jean Shrimpton oraz Twiggy, która przyznała, iż rozpoczynając karierę modelki w 1966 roku wzorowała się na Pattie Boyd. Boyd została poproszona przez Glorię Stavers do stworzenia i redagowania swojej własnej, stałej rubryki w 16 magazine, oraz przez reżysera Richarda Lestera, który zaprosił ją do zagrania w reklamie telewizyjnej Smith’s crips. Znajomość z Lesterem zaowocowała w przyszłości angażem do filmu Noc po ciężkim dniu, gdzie poznała George’a Harrisona.

### Związek z George’em Harrisonem

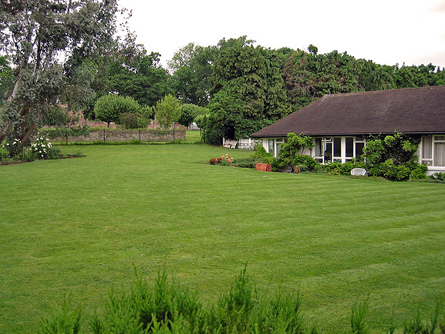
Kinfaus – dom Pattie Boyd podczas jej związku z Harrisonem

Boyd poznała Harrisona w 1964 podczas kręcenia filmu Noc po ciężkim dniu reżyserowanego przez Lestera, w którym grała fankę zespołu. W filmie wypowiedziała tylko jedno zdanie. Pattie Boyd zagrała także w I Should Have Known Better, podczas kręcenia którego była od roku zaręczona z fotografem Erikiem Swayne’em. Z tego powodu odmówiła Harrisonowi, gdy ten zaprosił ją po kręceniu filmu na spotkanie. Boyd w swojej autobiografii napisała, iż podczas pierwszego spotkania z Harrisonem ten zapytał: Wyjdziesz za mnie? Jeśli nie, to może pójdziemy razem na kolację?. Kilka dni później, gdy Boyd ponownie pojawiła się na planie filmowym, Harrison zaprosił ją jeszcze raz, lecz tym razem Boyd zgodziła się, jednocześnie kończąc swoją znajomość z Erikiem Swayne’em. Po raz pierwszy spotkali się w klubie Garrick w Covent Garden, w towarzystwie Briana Epsteina, który był menedżerem Harrisona.
Boyd i Harrison, razem z Johnem Lennonem i Cynthią Lennon, swój pierwszy kontakt z LSD mieli na początku 1965 roku. Po obiedzie w domu Johna Rileya – dentysty zarówno Lennona, jak i Harrisona, razem ze swoją dziewczyną Cindy Bury, w tajemnicy nafaszerował ich kawy narkotykiem. Po zażyciu narkotyku, obie pary pojechały do klubu Pickwick, gdzie miał wystąpić dawny znajomy Lennona – Klaus Voormann. Po wyjściu z samochodu, Boyd z pomocą Harrisona opanowywała chęć rozbicia witryny sklepowej na West End.
Pod koniec 1965 Boyd przeprowadziła się razem z Harrisonem do posiadłości Kinfauns w Esher. Zaręczyli się 25 grudnia 1965, pytając Briana Epsteina przy ustalaniu daty ślubu czy nie planuje żadnych tras koncertowych. Ostatecznie pobrali się 21 stycznia 1966 roku w urzędzie stanu cywilnego w Esher, z Paulem McCartneyem i Brianem Epsteinem pełniącymi funkcje drużby. Swój miesiąc miodowy spędzili w towarzystwie Epsteina w Èze w południowej Francji.
Podczas kręcenia filmu How I Won the War z udziałem Johna Lennona we wrześniu 1966 Harrison i Boyd polecieli do Mumbaju na zaproszenie indyjskiego wirtuoza gry na sitarze Raviego Shankara i wrócili z powrotem do Londynu 23 października. Boyd wzięła udział w transmisji All You Need Is Love w czerwcu 1967. Przez jej zainteresowanie wschodnim mistycyzmem i medytacją transcendentalną, zachęciła wszystkich czterech Beatlesów do spotkania z hinduskim guru Maharishi Mahesh Yogim w Londynie 24 sierpnia 1967, co zaowocowało wizytą w seminarium w Bangor następnego dnia. Boyd towarzyszyła Harrisonowi oraz pozostałym Beatlesom i ich żonom w wyprawie do Aśramy Maharishiego w Rishikeshu w Indiach w lutym 1968. Na początku 1970, Harrison i Boyd przenieśli się z Kinfauns do wiktoriańskiej, neogotyckiej posiadłości w Henley-on-Thames.
Pod koniec lat 60. Boyd była obiektem zainteresowań wielu muzyków z kręgu Harrisona, m.in. Johna Lennona oraz Micka Jaggera. W 1973 relacje Boyd i Harrisona zaczynały słabnąć, wtedy też Boyd miała romans z Ronem Woodem, gitarzystą grupy Rolling Stones. To, w połączeniu z całkowitym oddaniem się Harrisona religii, poskutkowało rozpadem małżeństwa w czerwcu 1974.

### Związek z Erikiem Claptonem

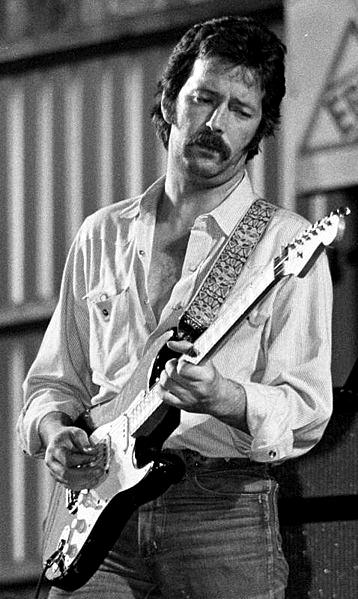
Clapton koncertujący 19 czerwca 1977 roku

Pod koniec lat 60, Clapton i Harrison rozpoczęli wspólnie pisać oraz tworzyć muzykę. Wkrótce po zawarciu znajomości, Clapton poznał Pattie, i momentalnie się w niej zakochał. Boyd odrzuciła zaloty Claptona będąc żoną Harrisona. Clapton poznał także młodszą siostrę Pattie Boyd – Paulę, z którą zamieszkał. Jednakże Clapton wciąż darzył Pattie podświadomym uczuciem, co potwierdziło się kiedy nagrał piosenkę „Layla”. Paula zostawiła Claptona kiedy usłyszała piosenkę wskazującą na to, iż używa jej jako „zamiennika” dla jej siostry. Po odrzuceniu propozycji Claptona przez Pattie Boyd, ten uzależnił się od heroiny oraz zerwał kontakty ze swoją narzeczoną, Alice Ormsby-Gore. Pod koniec roku Clapton założył zespół Derek and the Dominos, z którym wydał jedyny album studyjny, Layla and Other Assorted Love Songs. Był on potwierdzeniem miłości do Pattie Boyd.
Boyd i Clapton pobrali się w 1979 roku, lecz ich małżeństwo zmagało się z ciągłym uzależnieniem Claptona od alkoholu i narkotyków. Boyd zostawiła Claptona w 1984 roku z powodu jego odmowy dotyczącej leczenia alkoholizmu, a w 1988 wzięli rozwód. Boyd uargumentowała go uzależnieniem Claptona od alkoholu oraz jego licznymi romansami, m.in. z włoską modelką Lory Del Santo, z którą miał syna – Conora (ur. 1986, zm. 1991). Rozwód został udzielony na podstawie „niewierności oraz nieuzasadnionych zachowań”.

## Fotografia i autobiografia
W 2005 roku Boyd eksponowała zdjęcia Claptona oraz Harrisona na wystawie Through the Eye of a Muse w San Francisco z okazji walentynek. Wystawa pokazywana była także w Londynie w 2006 oraz w La Jolla w Kalifornii w 2008. Fotografie Boyd były wystawiane w Dublinie, Toronto, Blender Gallery w Sydney w 2008 oraz w Ałmaty w 2009 i 2010 roku. W 2011 roku, jej wystawa „Yesterday and Today: The Beatles and Eric Clapton” była pokazywana na Catalina Island w Kalifornii, Moskwie oraz siedzibie National Geographic w Waszyngtonie. 
Boyd wydała swoją autobiografię Wonderful Today: George Harrison, Eric Clapton, and Me w Anglii (oraz w Stanach Zjednoczonych pod tytułem Wonderful Tonight) w 2007 roku. Biografia została wydana w tym samym czasie co autobiografia Erica Claptona. W Stanach Zjednoczonych książka znalazła się na liście bestsellerów New York Timesa.